# 공항중학교
공항중학교(空港中學校)는 대한민국 서울특별시 강서구 공항동에 있는 공립 중학교이다.

## 학교 연혁
- 1955년 4월 2일 : 양문중학교로 설립 인가
- 1955년 11월 11일 : 초대 권혁진 교장 취임
- 1967년 10월 3일 : 서울서중학교로 교명 변경
- 1970년 1월 22일 : 성서중학교로 교명 변경
- 1972년 3월 2일 : 공항중학교로 교명 변경
- 2003년 6월 4일 : 개축교사 개소식
- 2022년 3월 1일 : 제25대 정명희 교장 취임
- 2023년 1월 4일 : 제66회 졸업식(총 졸업생 36,755명)
- 2023년 3월 2일 : 제69회 입학식(172명)

## 참고 자료
- 공항중학교 - 한국교육학술정보원 학교알리미